# Kim Chil-bok
Dans ce nom coréen, le nom de famille, Kim, précède le nom personnel.
Kim Chil-bok est un judoka sud-coréen.

## Palmarès international
| Année | Compétition           | Lieu   | Résultat | Catégorie      |
| ----- | --------------------- | ------ | -------- | -------------- |
| 1969  | Championnats du monde | Mexico | 3e       | Moins de 70 kg |